# ゲームブックドラゴンクエスト
ゲームブックドラゴンクエストは、エニックス（現スクウェア・エニックス）から発刊されたゲームブックのシリーズ。「エニックスオリジナルゲームブック」に含まれる。
コンピュータRPGのドラゴンクエストシリーズを題材としたゲームブックであり、第1作目の「ドラゴンクエストIII」から「ドラゴンクエストII」、「ドラゴンクエスト」「ドラゴンクエストIV」、「ドラゴンクエストV」、「ドラゴンクエストVI」までが存在する。
本シリーズでは、アドベンチャーシートのことを、コンピュータゲーム版ドラゴンクエストシリーズの冒険の記録をするファイルの名称にちなんで「冒険の書」と呼ぶ。また「ドラゴンクエスト」と「ドラゴンクエストIV」以外では、主人公には名前が設定されておらず、「ドラゴンクエストIV」以外は、本文が主人公自身の語り口で綴られる（一人称は「ぼく」または「僕」）。
なお、ドラゴンクエストシリーズのゲームブックは双葉社からもファミコン冒険ゲームブックとして『ドラゴンクエスト』と『ドラゴンクエストII』が発売されたが、本記事ではエニックスから発売されたものに限定して解説する。

## ゲームブック ドラゴンクエストIII
エニックス初のゲームブック。エニックスの関連会社「エニックス・プロダクツ」によって発刊された。
コンピュータゲーム版でおなじみのHP・レベルや買い物などといったシステムが、ゲームブック用にアレンジされて受け継がれている。
世界観は原作と同じであるが、ストーリーは原作と異なる部分が多く、ゲームブックオリジナルのキャラクターやモンスターも多数登場する。しかし、ゲームブック中の台詞には、コンピュータゲーム版のものをそのまま流用しているものが多く見られる。
著者は早坂律子。

### 構成
上巻 勇者旅立つ
アリアハンの旅立ちから、船「セイレーン号」を手に入れてレイアムランドにたどり着く場面まで。
中巻 伝説の宝珠（オーブ）を求めて
レイアムランドで不死鳥ラーミアの話を聞いてから、女海賊ミランの協力で6つのオーブの探索を経て、バラモスとの決戦まで。
下巻 決戦! アレフガルド
アレフガルドで大魔王ゾーマを倒すために冒険する。

### ルール
フラグチェック欄（本作では「ポイントチェック」と呼ばれる）が多数用意されており、フラグチェックの有無によって分岐する場面が多くなっている。中には、チェックの有無だけでなく、記入した数値によって分岐をする場合もある。また、誤った判断をするとDEAD END（ゲームオーバー）となる場合がある。
パーティは3 - 4人。勇者（男）と僧侶ゼブル（男）、魔法使いマニィ（女）は必ずパーティに加わる。残りの1人はルイーダの店で戦士ハルク、武闘家チェン、商人トラン、遊び人ラルフ（4人とも男）の中から選択することができるが、4人目を加えずに3人で冒険することも可能。ただし、戦闘システムに関与するのは勇者一人だけであり、仲間キャラクターは一切関係ない。
勇者にはレベルやHPが設定されている。コンピュータゲーム作品同様、敵を倒して経験値を得てそれが一定値以上になることによってレベルアップし、勇者の攻撃力・守備力・最大HPが上昇する。武器や防具も用意されており、装備することによって攻撃力・守備力を高めることができる。
町ではゴールド（所持金）を払って武器・防具・薬草を購入したり、宿屋に泊まってHPを回復させたりすることができる。
敵との戦闘は「勇者1人 対 モンスター1匹」で行われる。攻撃の際は、ページを適当にめくり、そのページの端に書かれた0 - 3の数値に攻撃力の数値を掛け合わせたものから、相手の守備力を引いた数値が相手へのダメージとなる。途中で薬草によってHPを回復させることもできる。主人公と敵が交互に攻撃を繰り返し、先にHPが0以下になったほうが負けとなる。戦闘で勝利すると経験値とゴールドが得られる。戦闘で敗れた場合はDEAD ENDとなり、指定されたシーンからやり直しとなる。

### 書誌情報
- 早坂律子 著、エニックスプロダクツ 編『ゲームブック ドラゴンクエストIII そして伝説へ…』〈エニックス文庫〉。
  - 上巻 - 1989年発行、ISBN 4900527041
  - 中巻 - 1989年発行、ISBN 490052705X
  - 下巻 - 1989年発行、ISBN 4900527068

## ゲームブック ドラゴンクエストII
『III』のゲームブックの次に登場した。2巻構成であるが、1巻当たりのページ数は『III』よりも多い。上巻・下巻の各巻末には、シーン番号が本文とは独立している「コミックシーン」という漫画風のページが設けられている。
『III』同様、原作には無かったオリジナルのキャラクターやシナリオが多い。また、ファミコン版で有名になった「破壊のはやぶさの剣」「デルコンダル城でのシドー戦」などのバグ技や、書籍「ドラゴンクエスト モンスター物語」のエピソードが一部で取り入れられている。
著者は健部伸明と和智正喜（下巻のみ参加）。

### 構成
上巻 勇者（ロト）の末裔たち
ローレシア城を出た主人公が、サマルトリアの王子カインとムーンブルクの王女ナナを仲間にし、アレフガルドでハーゴン軍の拠点のひとつである「大灯台」を攻略する。
下巻 激闘! ハーゴンの神殿
一行は快速船《雷神丸》で世界を巡り、5つの紋章を集めながら打倒ハーゴン軍のために各国の団結を促し、サマルトリアでの連合軍対ハーゴン軍の一大攻防戦を経て、ロンダルキアでの最終決戦に挑む。

### ルール
『III』と違い、フラグチェック欄は設けられておらず、アイテムの有無や仲間の状態などでの分岐判定が多くなっている。
戦闘やレベル、買い物などのシステムは『III』とほぼ同じルールを踏襲している。しかし、本作では、主人公だけでなくパーティ3人全員が戦闘に関与するという点が『III』とは異なっている。武器や防具は主人公、カイン、ナナのそれぞれの専用のものが登場し、戦闘での攻撃力・守備力は、現在のパーティのレベルに、戦闘に参加できるメンバー全員の武器・防具の攻撃力・守備力を合計した値となる。HP・レベル・経験値はパーティ全体で共有する。
ステータス異常の概念も登場し、死んでいたり眠っていたりするメンバーの武器・防具の攻撃力・守備力は、戦闘での攻撃力・守備力に加算されない。
カインとナナは呪文を唱えることができ、それらの呪文は特定のイベントによって覚えることができる。ただし、ゲームの進め方によっては覚えられない呪文も存在する。
戦闘は、味方・敵ともパーティを組んでの戦いとなるが、戦闘の手順やダメージの算出方法は『III』と同じ。しかし本作では、カインとナナの回復呪文を一回の戦闘につきそれぞれ1回ずつ使用できる。また、敵の攻撃でページ端の0 - 3の数値のうち特定の数値が出るとモンスターが呪文や特殊攻撃を使い、無条件にHPを減らされたり敵のHPを回復されたりすることがある。
『III』と異なり、ラストバトル以外では負けてもゲームオーバーにはならないが、その代わり、パーティの誰かが死んでしまう場合もある。死んでしまったキャラクターは町の教会などで復活させなければならない。また、負ければ経験値やゴールドも得にくくなり、単方向的な展開で戦闘は固定的なイベントであるため（エニックスのゲームブック版で双方向的なのは『ドラゴンクエスト』のみ）後々不利になってしまう。
ちなみに、上巻ではルール上絶対に倒せない敵が登場し、勝ったを選べば強制ENDになるという、先発の双葉社版にも似た隠し要素がある。

### 書誌情報
- エニックス出版局 編『ゲームブック ドラゴンクエストII』〈エニックス文庫〉。
  - 上巻 - 1989年発行、ISBN 4900527130
  - 下巻 - 1989年発行、ISBN 4900527149

## ゲームブック ドラゴンクエスト
「ロト三部作」のゲームブックの中では最も後の登場となった。2巻構成で、上巻・下巻それぞれにボードゲーム風のフィールドマップが付属していることが特徴。主人公には小説版と同じ「アレフ」の名が付けられている。

### 構成
上巻 甦るロト英雄伝説
冒険の始まりから、ローラ姫を救出するまで。アレフガルドの北半分が主な舞台となっている。
下巻 死闘! 竜王の島
舞台がアレフガルド全体に広がる。太陽の石や雨雲の杖といった重要アイテムが登場。最後には竜王との決戦が待っている。

### ルール
ゲームはラダトーム城から始まり、ラダトームの町を出るまでは本文中の指示に従いながら読み進めていくことになるが、町を出ると、次の目的地までは付属のフィールドマップを使って移動することになる。マップ上では1マス進むごとに2つのサイコロを振り、出た目の合計が偶数か奇数かにより、それに応じたイベントが発生する（サイコロが手元に無い場合は、本を適当にめくってそのページの隅に描かれているサイコロの目を使用する）。新たな町やダンジョンなどに到着したときは、マップ上に書かれた番号のシーンから指示に従って読み進めていくことになり、その場所を出ると再びフィールドマップ上の移動に戻る。
本作ではレベル・経験値・HPのほか、MPのシステムも採用されている。コンピュータゲーム作品同様、主人公のレベルが上がると呪文を覚え、呪文を使うごとにMPを消費する。また、『III』に登場したフラグチェックのシステムが復活した（フラグの数は『III』よりも少ない）。町での買い物のシステムは『III』や『II』と同様である。
ザコ敵との戦闘は『III』や『II』と比べると簡略化された。主人公と敵の「攻撃力」にそれぞれサイコロの目の合計を加えて両者を比較し、敵の数値が主人公の数値以上の場合は主人公はダメージを受け、主人公の数値が敵の数値よりも大きければダメージは受けずに済む。受けるダメージ量は敵の「ダメージポイント」から自分の守備力をマイナスした値となる。ダメージを受けても、自分のHPが0以下にならなければそのモンスターに勝利したことになり、経験値とゴールドを得られる。また、戦闘の前には「ギラ」や「マホトーン」などの呪文を敵に対して試みることができる。なお、ボス敵はHPを持っており、ボスとの戦闘はザコ戦とは異なったルールで行われる。
主人公のHPが0以下になった場合は、コンピュータゲーム版と同様に所持金が半分となり、ラダトーム城で復活する。（ただし例外あり）

### 書誌情報
- エニックス出版局 編『ゲームブック ドラゴンクエスト』〈エニックス文庫〉。
  - 上巻 - 1989年発行、ISBN 4900527157
  - 下巻 - 1989年発行、ISBN 4900527165

## ゲームブック ドラゴンクエストIV
エニックスのゲームブックで初の4巻構成となった。章の構成やキャラクターは原作に準じているが、ロト三部作のゲームブックと同様、ストーリーは原作と異なる部分が多くなっている。
また、他の作品の文章がすべて主人公の語り口になっているのに対し、この作品では第三者の視点で文章が書かれている。主人公（勇者）の名前は「ユウ」だが、本文中では山奥の村でのシーンを除きほとんど「勇者」と表記されている。
この『IV』と次の『V』の挿絵を描いた伊藤伸平は、かつてファミコン冒険ゲームブック版の『ドラゴンクエスト』と『II』の挿絵も手がけている。後に漫画家となる衛藤ヒロユキがライターとして参加している。

### 構成
第1巻 第一章・第二章
原作の「第一章 王宮の戦士たち」と「第二章 おてんば姫の冒険」に相当。
第2巻 第三章・第四章
原作の「第三章 武器屋トルネコ」と「第四章 モンバーバラの姉妹」に相当。
第3巻 第五章（前半）
勇者の旅立ちから、「導かれし者」8人が集結してサントハイム城のバルザックを倒すまで。
第4巻 第五章（後半）
天空の武具を揃えて天空城のマスタードラゴンと謁見後、デスピサロとの最終決戦に挑む。

### ルール
ルールは前3作に比べると大幅に簡略化され、HP・MP・攻撃力・守備力・ゴールドのシステムが廃止された。『III』のようにフラグチェックが多くなり、フラグチェックの有無による分岐判定が多くなっている。経験値とレベルのシステムは残されているが、本作では経験値やレベルも本文中の分岐判定のための数値となっている。経験値は各章によって異なる名称が付けられている。これらの経験値は物語の内容にこそ影響するが、進展には影響しない。
第五章では、誤った選択肢を選ぶと全滅してしまう場合がある。その場合はその直前の場面からやり直しとなる。実際にゲームオーバーとなることは滅多になく選択肢を間違えても以前の分岐に戻るだけなど、ゲームブックというよりノベルゲームといった趣が強い。

### 書誌情報
- エニックス出版局 編『ゲームブック ドラゴンクエストIV』〈エニックス文庫〉。
  - 1巻 - 1990年発行、ISBN 4900527505
  - 2巻 - 1990年発行、ISBN 4900527513
  - 3巻 - 1990年発行、ISBN 4900527521
  - 4巻 - 1990年発行、ISBN 490052753X

## ゲームブック ドラゴンクエストV
4巻構成。『IV』までと異なり、オリジナルのキャラクターやシナリオはほとんど無くなり、原作とほぼ同じ流れとなっている。第3巻での結婚イベントも原作と同様、ビアンカかフローラのどちらかをプレイヤーが選択することができる。本作では主人公の息子の名前は「クリス」、娘の名前は「フィラ」、キラーパンサーの名前は「プックル」となっている。

### 構成
第1巻 幼年時代
原作の「幼年時代（少年時代）」に相当。
第2巻 青年時代前半1
大神殿からの脱出から、主人公がルーラの呪文を習得するまで。
第3巻 青年時代前半2
サラボナでのフローラとの出会いから、デモンズタワーでのジャミとの戦いまで。
第4巻 青年時代後半
原作の「青年時代後半」に相当。

### ルール
『IV』のルールを踏襲しているが、本作ではモンスターを主人公の仲間に加えるシステム（仲間モンスター）と、「小さなメダル」を集めるシステムが追加されている。仲間モンスターは、必ず仲間になるものと、読者の判断で仲間にするか否かを決められるものとが存在する。プックル（キラーパンサー）以外の仲間モンスターは、巻が変わるといなくなってしまう。
『IV』と異なる点は、ゲーム版の「馬車システム」の概念が継承されているという点である。一部のダンジョンへは最大3人しか入ることができず、連れて行く3人目のキャラクターを読者が選択する場面が用意されている。
本作では、全滅やゲームオーバーは存在しない。

### 書誌情報
- エニックス出版局 編『ゲームブック ドラゴンクエストV』〈エニックス文庫〉。
  - 1巻 - 1993年発行、ISBN 4870257203
  - 2巻 - 1993年発行、ISBN 4870257211
  - 3巻 - 1993年発行、ISBN 487025722X
  - 4巻 - 1993年発行、ISBN 4870257238

## ゲームブック ドラゴンクエストVI
ドラゴンクエストシリーズ最後のゲームブック。4巻構成。
『V』と同様、原作とほぼ同じ流れとなっているが、原作にあった一部のシナリオがゲームブックではカットされている。

### 構成
第1巻 幻の大地
スタート地点のライフコッドから、魔王ムドーを倒すまで。
第2巻 失われたものを求めて
「もうひとりの自分」探しの旅。現実のライフコッドでもうひとりの主人公と融合するまで。
第3巻 封じられた伝説
伝説の武具を探す旅。武具が一式揃うまで。
第4巻 最後の決戦
ペガサスを入手し、はざまの世界で大魔王デスタムーアと対決。

### ルール
『IV』『V』のルールに加えて、HPのシステムが復活した。戦闘の場面などで敵の攻撃を受けたとき、指示に従ってHPを減らしていく。このHPが一定値以下になると戦闘に負けたことになり、その戦闘の前のシーンからやり直しとなる。
また、本作では「バトル対戦表」と呼ばれる5つのマスが用意されており、読者は予め、このA - Eのマスの中に1 - 5までの適当な値を書き込んでおく。戦闘の場面では本文中の指示に従って指定された2つのマスの数値を比較し、この大小関係によって、その後の戦闘の状況が変化する。
『V』と同じく「馬車システム」の概念が継承されている。一部のダンジョンへは最大4人しか入ることができず、連れて行く4人目のキャラクターを読者が選択する場面が用意されている。

### 書誌情報
- エニックス出版局 編『ゲームブック ドラゴンクエストVI』〈エニックス文庫〉。
  - 1巻 - 1996年5月発行、ISBN 4870258803
  - 2巻 - 1996年5月発行、ISBN 4870258811
  - 3巻 - 1996年7月発行、ISBN 4870258919
  - 4巻 - 1996年7月発行、ISBN 4870258927